# Copa del Príncipe de voleibol 2012
La Copa del Príncipe es una competición que se disputa en el voleibol a lo largo de dos días en una misma sede. La competición se lleva disputando durante varios años, siendo esta la V edición. En esta ocasión, el Pabellón Es Viver (Ibiza, España) acogerá un torneo cuya organización corrió a cargo del Pachá Ibiza Vóley.

## Sistema de competición
La primera fase se lleva a cabo durante la primera ronda de la liga regular o Superliga 2. Los 3 equipos con mayor número de puntos se clasifican por la vía deportiva y el organizador. En caso de que este esté en esas tres plaza, también iría el cuarto clasificado.
Una vez dentro, los equipos juegan un torneo con formato de "Final Four" con semifinales y final. En las semifinales se enfrentan los primeros contra los segundos del otro grupo. Los finalistas se dan cita al día siguiente para conocer quién será el vencedor y por lo tanto el campeón de la competición oficial.

## Equipos participantes
Organizador:
· Pachá Ibiza Vóley
Equipos de esta edición:
· CyL Palencia 2012
· CV Andorra
· CV Almoradí

## Cuadro de la Copa
|  | Semifinales | Semifinales       | Semifinales | Semifinales       | Semifinales | Semifinales | Semifinales |    |                   | Final | Final | Final | Final | Final | Final | Final |  |
|  |             |                   |             |                   |             |             |             |    |                   |       |       |       |       |       |       |       |  |
|  |             |                   |             |                   |             |             |             |    |                   |       |       |       |       |       |       |       |  |
|  | 3           | Pachá Ibiza Vóley | 25          | 19                | 30          | 25          |             |    |                   |       |       |       |       |       |       |       |  |
|  | 3           | Pachá Ibiza Vóley | 25          | 19                | 30          | 25          |             |    |                   |       |       |       |       |       |       |       |  |
|  | 1           | CV Andorra        | 20          | 25                | 28          | 19          |             |    |                   |       |       |       |       |       |       |       |  |
|  | 1           | CV Andorra        | 20          | 25                | 28          | 19          |             | 0  | Pachá Ibiza Vóley | 23    | 20    | 20    |       |       |       |       |  |
|  |             |                   |             |                   |             |             |             | 0  | Pachá Ibiza Vóley | 23    | 20    | 20    |       |       |       |       |  |
|  |             |                   | 3           | CyL Palencia 2012 | 25          | 25          | 25          |    |                   |       |       |       |       |       |       |       |  |
|  | 3           | CyL Palencia 2012 | 3           | CyL Palencia 2012 | 25          | 25          | 25          | 23 | 25                | 25    | 25    |       |       |       |       |       |  |
|  | 3           | CyL Palencia 2012 |             |                   |             |             |             | 23 | 25                | 25    | 25    |       |       |       |       |       |  |
|  | 1           | CV Almoradí       | 25          | 17                | 10          | 22          |             |    |                   |       |       |       |       |       |       |       |  |
|  | 1           | CV Almoradí       | 25          | 17                | 10          | 22          |             |    |                   |       |       |       |       |       |       |       |  |
|  |             |                   |             |                   |             |             |             |    |                   |       |       |       |       |       |       |       |  |

| Predecesor: Copa del Príncipe 2011 Lugo | 'Copa del Príncipe 2012' Ibiza | Sucesor: Copa del Príncipe 2013 Lugo |